# Спаривание
Спа́ривание (копуля́ция) — в зоологии соединение двух особей в половом акте, служащее размножению.
При спаривании сперма одной особи проникает внутрь другой, где оплодотворяет одну или несколько яйцеклеток. Оплодотворение яйцеклеток, происходящее вне организма особи и без близкого телесного контакта, как это встречается, например, у рыб, не попадает под определение спаривания. Спаривание может происходить как между особями противоположного пола, так и между гермафродитами.
Процесс спаривания активизируется и регулируется инстинктами сексуального влечения при наступлении готовности (зрелости и соответствующей фазы онтогенеза) организма, и при обнаружении соответствующих раздражителей, таких как запах половых секретов, брачных танцев или набухания половых органов самок.
Половой акт характеризуется проявлением рефлексов эрекции, обнимательного, совокупительного, эякуляции. У молодых особей становление этих рефлексов происходит постепенно. Так, у бычков обнимательный рефлекс начинает проявляться в 3,5-6 месяцев, рефлекс эрекции — в 7-9 месяцев, совокупления и эякуляции — в 10-11 месяцев.
Относительно спаривания сельскохозяйственных животных и животных-компаньонов обычно используются термины случка и вязка.

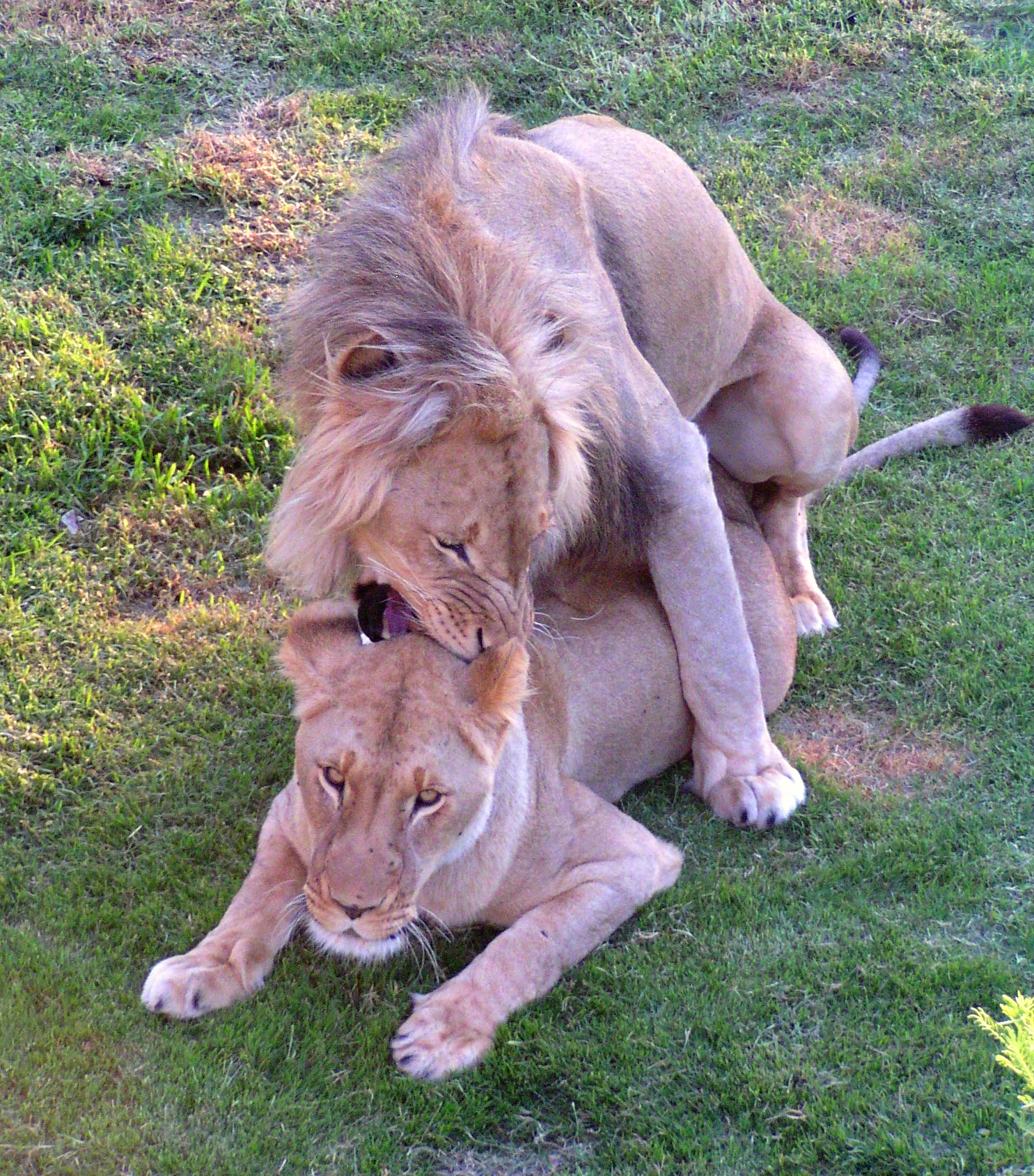
Спаривание львов
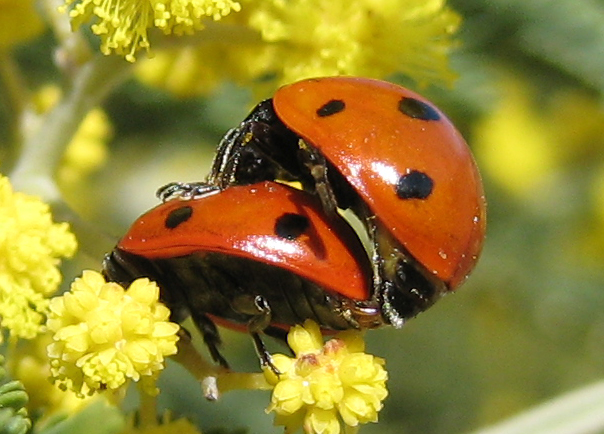
Спаривание божьих коровок
Спаривание бабочек боярышниц
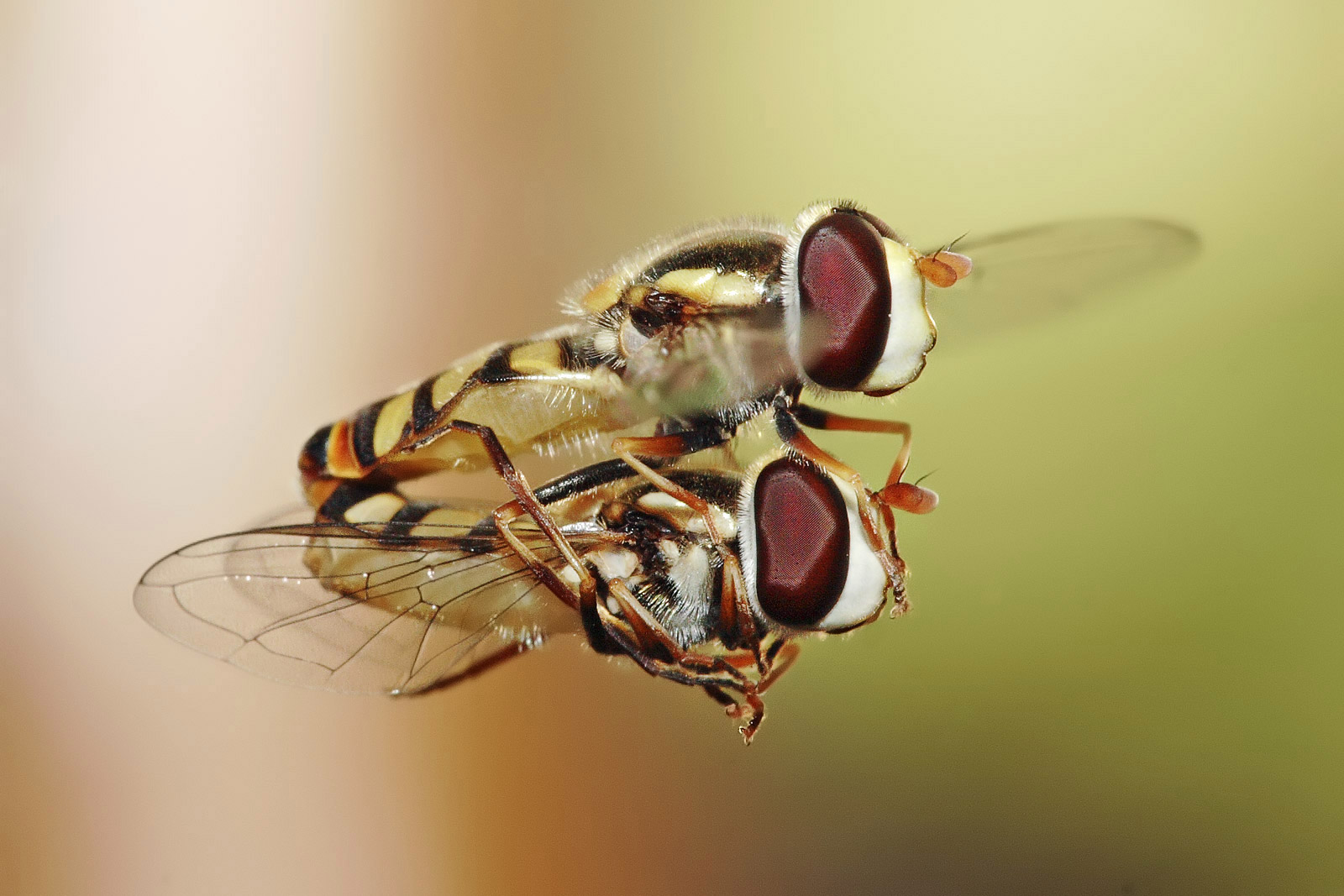
Спаривание мух Simosyrphus grandicornis в полёте
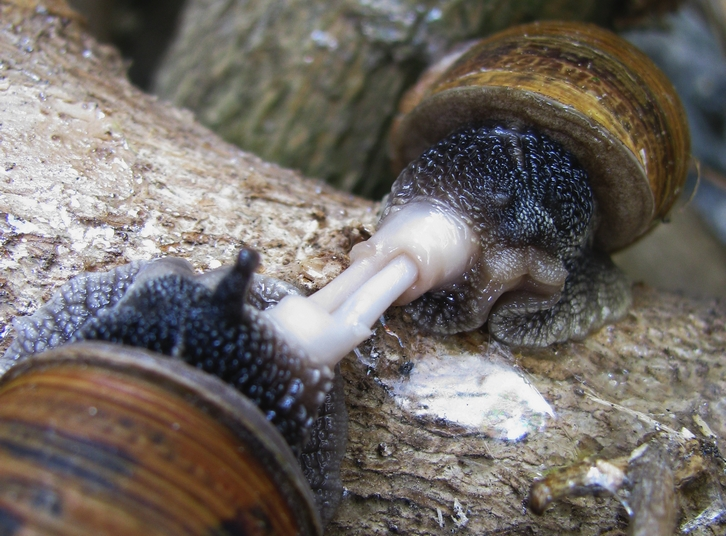
Спаривание улиток
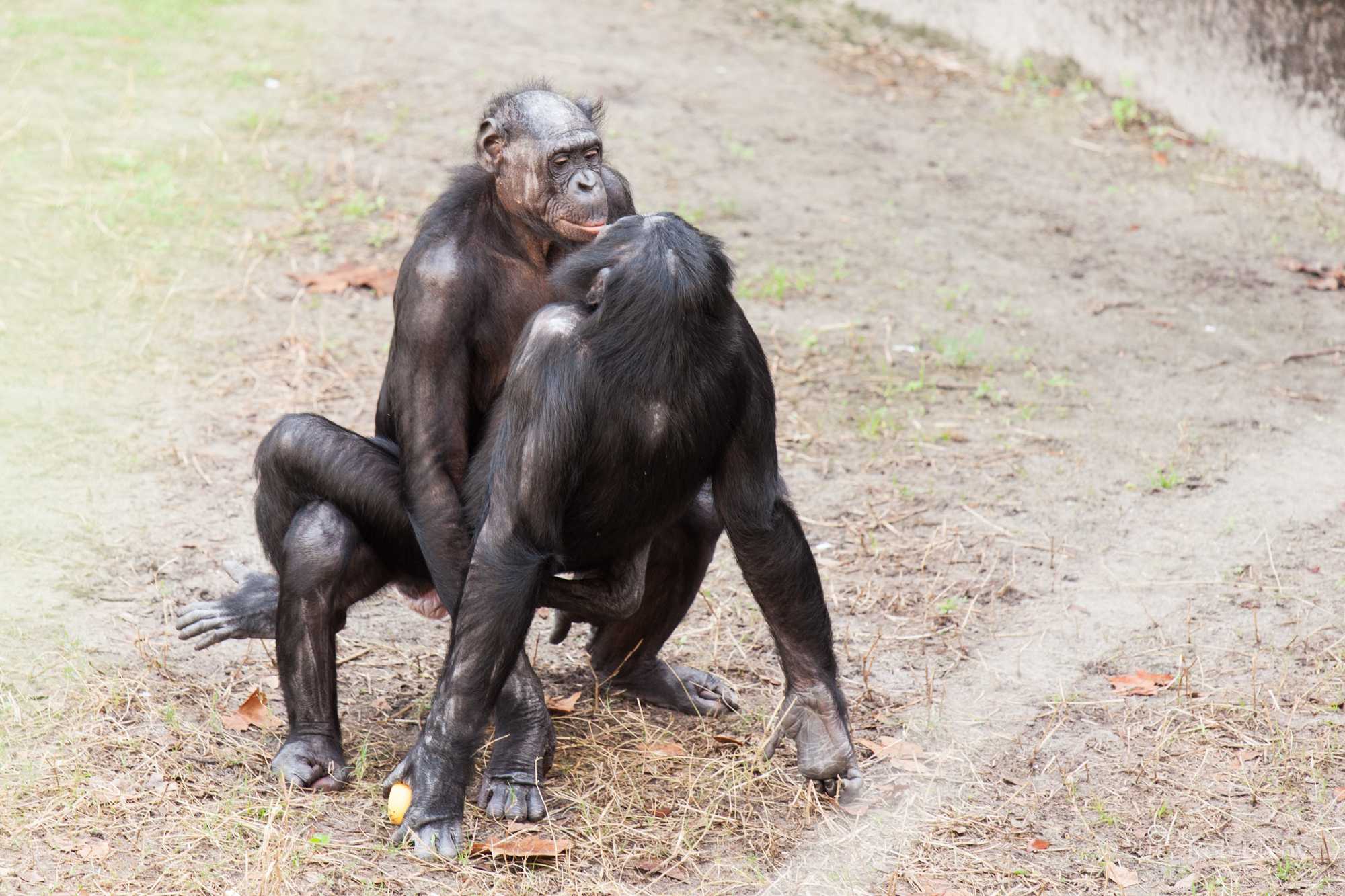
Спаривание обезьян бонобо